# Hilbringhausen
Hilbringhausen, andere belegte Schreibweise  Hildemarkhausen, ist ein wüst gefallener Ort südlich von Brilon.
Der Ort ist wie viele andere Orte im späten Mittelalter dem großen Wüstungsprozess zum Opfer gefallen. Es hat sich dabei wohl um einen schleichenden, langsamen Vorgang gehandelt. Dieser setzte um 1300 ein. Über die Gründe für das Verlassen des Ortes gibt es unterschiedliche Theorien. Angedacht wurde etwa die Anziehungskraft der Stadt Brilon.
Hilbringhausen zog sich am Bach Hillbringse entlang, dort wo die Deitmecke mündet, und dann abwärts in das Gimmetal. Es standen etwa zwölf Häuser im Ort, die letzten Wohnstätten wurden im Dreißigjährigen Krieg aufgegeben.